# Thomas Clarges (2e baronnet)
Sir Thomas Clarges, 2e baronnet (25 juillet 1688-19 février 1759), d'Aston, près de Stevenage, Hertfordshire, est un homme politique anglais qui siège à la Chambre des communes de 1713 à 1715.

## Biographie
Il est le fils aîné de Walter Clarges (1er baronnet), auquel il succède le 31 mars 1706 et fait ses études à l'école St Paul. Il est député de Lostwithiel de 1713 à 1715.
Il est nommé gentilhomme de la chambre privée en 1734 jusqu'à sa mort. Il se marie deux fois; d'une part Katherine, fille et héritière de John Berkeley, 4e vicomte Fitzhardinge et d'autre part Frances, avec qui il a  un fils Thomas, qui est mort avant lui. Son petit-fils Thomas Clarges (3e baronnet) (en) lui succède.